# Anne Akrich
Anne Akrich (née le 17 avril 1986  à Paris) est une romancière et une essayiste française.

## Biographie
Née à Paris d'une mère polynésienne et d’un père juif tunisien effectuant son service militaire en Polynésie, elle suit ses parents et ses deux sœurs qui retournent s'installer à Tahiti en 1998. Après avoir passé son baccalauréat, à 17 ans, elle revient à Paris pour effectuer une hypokhâgne, au lycée Fénelon. Elle échoue ensuite au concours de Normale Sup. Elle effectue des études de littérature à la Sorbonne.
Puis elle entre dans la vie active, travaille quelque temps en tant que scénariste à New York et se consacre à l’écriture. Revenue en France, elle est embauchée à l’hebdomadaire Le 1, tout en commençant à envoyer des manuscrits à des maisons d’édition, dont Grasset. Chez Grasset, Olivier Nora, patron de cette maison d’édition, refuse le premier manuscrit reçu, en disant en comité de lecture : « on n'est pas une agence de mannequins ».
Elle le rencontre en 2014 et l'épouse quelques années plus tard, en 2018. Il est le père de l’enfant à qui est adressé le Traité de savoir-rire à l'usage des embryons, publié cette année-là et l'un des succès de l’année littéraire 2018 en France. « Je me suis vengé d’Olivier en lui faisant un enfant, ça fait  quatre ans qu’il ne dort plus » explique-t-elle. Entretemps, elle publie plusieurs ouvrages, plutôt bien accueillis, chez Julliard, puis chez Gallimard, et obtient également en 2016 une bourse pour un projet de roman autour de la figure de Marlon Brando, passionné de la Polynésie, un ouvrage publié deux ans plus tard, sous le titre Il faut se méfier des hommes nus.
Dans ses fictions et ses essais, le ton est libre. En 2022, paraît un essai abordant avec un humour apparent le sexe, la féminité, et quelquefois la négation du désir féminin par les hommes. Cet essai est intitulé Le Sexe des femmes, avec en sous-titre Fragments d'un discours belliqueux. Elle y alterne des réflexions et des dialogues tels que celui-ci : « oups, pardon, je n'avais pas vu qu'il s'agissait de ton anus, attends, ça ne rentre pas, je vais forcer un peu, oups, quoi, aïe ? Non, pas du tout, détends-toi, t'inquiètes pas, ça fait pas mal ».

## Publications

### Romans ou essais
- 2015 : Un mot sur Irène, Julliard [2].
- 2018 : Il faut se méfier des hommes nus, Julliard, (évocation de Marlon Brando)[2],[6],[7].
- 2018 : Traité de savoir-rire à l'usage des embryons, Julliard[2].
- 2019 : Un monde nouveau, Julliard[8].
- 2022 : Le Sexe des femmes. Fragments d'un discours belliqueux, Gallimard[1],[5],[9].